# Cheryl Dunye
Cheryl Dunye (Monrovia, 13 mei 1966) is een Liberiaans-Amerikaans filmregisseur, scenarist, producent, editor en actrice. Haar films tasten vaak de grenzen af tussen documentaire en fictie en gaan over de ervaring van zwarte, lesbische vrouwen.

## Levensloop
Dunye groeide op in Philadelphia en studeerde aan Temple University en Rutgers University's Mason Gross School of the Arts, waar ze les kreeg van Martha Rosler.
Ze begon haar carrière met haar afstudeerfilm aan Temple University, Wild Thing, gebaseerd op een gedicht van de zwarte, lesbische dichter Sapphire. Hierna maakte ze een reeks experimentele kortfilms, zoals She Don't Fade, The Potluck and the Passion en Vanilla Sex, die op een humoristische en deconstructivistische manier gender, seksualiteit en relaties in beeld brengen.
De belangrijkste film uit Dunyes carrière is The Watermelon Woman. In deze film over een jonge videotheekmedewerkster met aspiraties om filmregisseur te worden, die gefascineerd raakt door een zwarte, lesbische actrice wijst Dunye op het gebrek aan informatie over vrouwen zoals zij in de filmgeschiedenis. Via een complexe relatie tussen feit en fictie wijst de film op de verloren gegane geschiedenis van zwarte actrices en het belang van representatie.
Dunye heeft gedoceerd aan diverse universiteiten, zoals de University of California, Los Angeles, het California Institute of the Arts, UC Berkeley en San Francisco State University.

## Filmstijl
Het werk van Cheryl Dunye wordt vaak geplaatst binnen twee belangrijke bewegingen in de Amerikaanse filmgeschiedenis. Haar werk wordt in verband gebracht met de makers van de New African American Cinema, waartoe regisseurs zoals Charles Burnett, Spike Lee, Robert Townsend en Julie Dash behoren, die zwarte stereotypen ter discussie stelden en net als Dunye onderwerpen zoals racisme, sociale klasse en geweld aankaartten.
Tegelijkertijd worden haar films ook gelinkt aan B. Ruby Rich' concept van New Queer Cinema, die verwijst naar een golf van films uit de jaren 90 die homoseksualiteit thematiseerden. Deze films (van makers zoals Gus van Sant, Jennie Livingston en Gregg Araki) waren vaak low-budget en stelden de hetero-normatieve samenleving in vraag door homoseksuele personages als de centrale focus van hun films te positioneren.
Belangrijke invloeden op Cheryl Dunyes films zijn Chantal Akerman, Michelle Citron, Julie Dash, Michelle Parkerson en Camille Billops.
Kenmerkend voor de films van Dunye is haar zogenaamde Dunyementary-stijl, waarbij ze stijlelementen gebruikt zoals talking heads en het verwijzen naar verhaalelementen in de film zelf, om zo de grenzen tussen fictie en documentaire te doen vervagen. Ze plaatst zichzelf in de film als personage, verteller en regisseur en laat zo fictie en realiteit in elkaar overlopen.
Dunye combineert vaak verschillende dragers als video, Super 8, 16mm en archiefbeelden in haar films.

## Invloed en erkenning
The Watermelon Woman was de allereerste langspeelfilm gemaakt door een zwarte, lesbische vrouw met ook een zwart, lesbisch personage in de hoofdrol. Hoewel het na deze film weer tot 2011 zou duren tot dit gegeven herhaald werd en Dee Rees de film Pariah kon uitbrengen, heeft Cheryl Dunye een pioniersrol vervuld voor latere filmmakers zoals Rees en Lena Waithe.
Het werk van Dunye heeft verder een grote invloed gehad op makers zoals Issa Rae (Insecure) en Mindy Kaling (The Mindy Project), die een gelijkaardige vertelstijl vol zelfreflectie hanteren, waarbij ze op het scherm een gefictionaliseerde vorm spelen van zichzelf.
Cheryl Dunye komt voor in de documentaire Dykes, Camera, Action! uit 2018.
Dunye ontving in 2016 een Guggenheim Fellowship.
In 2019 ontving zij de Award for Justice & Inclusion in Film van de Berkeley Film Foundation.
Met de film The Watermelon Woman won Dunye een Teddy Award op het Internationaal Filmfestival van Berlijn. Ze won ook twee keer de publieksprijs op L.A. Outfest voor de films The Watermelon Woman en Stranger Inside.
Naar aanleiding van de twintigste verjaardag van de film werd The Watermelon Woman in 2016 gerestaureerd, financieel ondersteund via het Outfest UCLA Legacy Project for LGBT Moving Image Preservation. De film is onderdeel van de permanente cinemacollectie van het Museum of Modern Art.

## Filmografie

### Film
| Jaar | Titel                          | Regisseur | Scenarist | Producent | Editor | Actrice |
| ---- | ------------------------------ | --------- | --------- | --------- | ------ | ------- |
| 1989 | Wild Thing: A Poem by Sapphire | ✔         |           |           |        |         |
| 1990 | Janine                         | ✔         |           |           |        |         |
| 1991 | She Don't Fade                 | ✔         | ✔         |           | ✔      | ✔       |
| 1992 | Vanilla Sex                    | ✔         |           | ✔         | ✔      | ✔       |
| 1993 | Untitled Portrait              | ✔         |           |           |        |         |
| 1993 | Strange Weather                |           |           |           |        | ✔       |
| 1993 | The Potluck and the Passion    | ✔         |           |           |        |         |
| 1996 | The Watermelon Woman           | ✔         | ✔         |           | ✔      | ✔       |
| 1996 | Greetings from Africa          | ✔         |           | ✔         |        |         |
| 2001 | Stranger Inside                | ✔         | ✔         |           |        |         |
| 2001 | The New Women                  |           |           |           |        | ✔       |
| 2002 | Turnaround                     |           | ✔         |           |        |         |
| 2004 | My Baby's Daddy                | ✔         |           |           |        |         |
| 2005 | Inclinations                   |           |           | ✔         |        |         |
| 2010 | The Owls                       | ✔         | ✔         | ✔         |        | ✔       |
| 2012 | Mommy is Coming                | ✔         | ✔         | ✔         |        | ✔       |
| 2013 | Valencia                       | ✔         |           |           |        |         |
| 2013 | La Bamba 2: Hell is a Drag     |           |           | ✔         |        |         |
| 2014 | Black is Blue                  | ✔         | ✔         | ✔         |        |         |
| 2014 | Brother from Another Time      | ✔         | ✔         |           |        |         |
| 2017 | DiAna's Hair Ego Remix         | ✔         |           |           |        |         |
| 2018 | Dropping Penny                 |           |           |           |        | ✔       |

### Televisie
| Jaar      | Serie                | Aflevering(en)                                                       | Functie                                                   |
| --------- | -------------------- | -------------------------------------------------------------------- | --------------------------------------------------------- |
| 2018      | The Fosters          | Line in the Sand                                                     | regie                                                     |
| 2018      | Claws                | Russian Navy                                                         | regie                                                     |
| 2018      | Love Is_             | (His) Answers                                                        | regie                                                     |
| 2018      | Star                 | All Falls Down                                                       | regie                                                     |
| 2019      | The Chi              | A Leg Up                                                             | regie                                                     |
| 2019      | The Village          | I Have Got You                                                       | regie                                                     |
| 2019      | Dear White People    | Volume 3: Chapter V                                                  | regie                                                     |
| 2017-2019 | Queen Sugar          | To Usward Fruit of the Flower Pleasure is Black Oh Mamere            | regie van deze afleveringen, producent van heel seizoen 4 |
| 2019      | David Makes Man      | Bubble House Some I Love Who Are Dead 3 Son's Sky                    | regie                                                     |
| 2019-2020 | All Rise             | Merrily We Ride Along How to Succeed in Law Without Really Re-Trying | regie                                                     |
| 2022      | The Umbrella Academy | World's Biggest Ball of Twine Pocket Full of Lightning               | regie van deze afleveringen                               |